# Concordata (jurídica)
A concordata (do italiano concordato) apresenta-se no direito como um instituto do direito falimentar mais suave que a falência. Tem o escopo de proteger o crédito do devedor comerciante e a recuperação imediata da situação econômica em que se encontra temporariamente. É uma espécie de acordo que evita a declaração de falência do devedor mas que, em troca, o obriga ao pagamento de sua dívida segundo novas condições estipuladas. No Direito do Brasil, a concordata foi extinta pela nova "Lei de Falências" promulgada em 2005 e substituída pela recuperação judicial ou extrajudicial.
A origem da concordata está em semelhantes institutos do direito romano. Dentre esses institutos, podemos citar: a moratória imperial, a moratória convencional dada aos credores e os pactos firmados entre credores que perdiam parte do crédito ou que acusassem a diminuição proporcional nos seus créditos, como cita o professor Walter Álvares. A concordata era um instituto falimentar aplicado principalmente na Idade Média, surgindo inicialmente na Itália. Chegou ao Brasil através do direito português, consequência das Ordenações do Reino. O Código Comercial Brasileiro de 1850 dispunha de artigos regulando a concordata como forma de suspender a falência. O Decreto 917 introduziu, no direito comercial brasileiro, a concordata preventiva juntamente com a suspensiva.
No exercício da mercância, a concordata aparecia como um remédio jurídico-legal visando a humanizar a execução do devedor comerciante, objetivando sustar a decretação da falência e as suas maléficas e danosas consequências para a empresa e o comércio. Com a carga tributária imensa sobre a classe dos comerciantes, as enormes despesas com mercadorias, funcionários e instalações podem provocar certos desequilíbrios financeiros na empresa, levando à impontualidade nos pagamentos e suposição de insolvência. Porém, para salvar o comerciante honesto e gerador de emprego e renda, que, por certo lapso temporal, se ache cheio de dívidas a serem pagas, da falência, o direito comercial e falimentar faculta-lhe a concordata, como forma de evitar os percalços da falência. É, por isso, uma forma de evitar a quebra da empresa, sendo essa hoje, uma mola propulsora para a geração de riquezas para o país. Assim, a concordata é um lenitivo jurídico que é uma forma de evitar a falência e, dessa forma, possibilitar a recuperação financeira de uma empresa, viabilizando a sua sobrevivência.

## Conceito
Em linguagem jurídica, concordata é "o instituto que objetiva regularizar a situação econômica do devedor comerciante, evitando (concordata preventiva), ou suspendendo (concordata suspensiva), a falência."
Para alguns doutrinadores, trata-se de um remédio legal, como diz Elias Bedran. Para outros, como Sampaio de Lacerda, é um ato processual onde o devedor propõe, em juízo, uma forma mais justa de pagar aos credores para evitar ou suspender a falência.
Enfim, concordata é uma pretensão jurídica de que o comerciante se utiliza objetivando uma dilação de prazo para o pagamento dos credores, visando a uma reorganização e uma reestruturação econômica e financeira da empresa a fim de suspender ou evitar a falência de sua empresa. Não se trata de um acordo entre devedor comerciante e credores, mas de uma demanda, um remédio legal e jurídico, um favor legal concedido ao comerciante honesto e de boa-fé, em virtude dos riscos que envolvem a atividade mercantil.

## Natureza jurídica
Devemos nos voltar ao direito romano para entender a natureza jurídica da concordata atual.
Em Roma, as moratórias eram feitas de forma convencional com os credores, onde esses poderiam perder parte do crédito, diminuir seus créditos, tudo realizado perante o pactum.
Como podemos ver, a configuração clássica da concordata era convencional, ou seja, realizada mediante acordo entre as partes.
Em países como o Brasil, a participação dos credores é pequena, ou seja, a posição do direito falimentar brasileiro é a "não contratualista" ou "acontratualista", em relação a natureza jurídica da concordata.
Portanto, podemos aferir que há dois grupos que divergem e tentam determinar a natureza jurídica da concordata:
- Contratualista - que diz que a concordata tem forma de contrato, ou seja, uma espécie de convenção ou acordo entre devedores comerciantes e credores.
- Acontratualista - que diz que a concordata não tem resquício do contrato ou acordo, sendo um favor legal ou uma faculdade dada ao devedor comerciante.

Os doutrinadores modernos e atuais brasileiros concluem que não há contrato na concordata, mas uma pretensão jurídica, um favor ou faculdade legal da utilização da concordata. Não se trata de um negócio jurídico, porém de um direito de pleitear a prestação jurisdicional do Estado para conceder uma forma de viabilizar a reorganização e a reestruturação econômica e financeira do devedor comerciante.
Conclui-se, outrossim, que a natureza jurídica da concordata é de um favor legal e não de um contrato entre devedor e seus credores, que se concedida e homologada pelo juiz competente, vincula as partes nela relacionadas. Portanto, tem natureza jurídica processual e não contratual.

### Utilização da concordata no Brasil
No Brasil, o instituto da concordata era previsto na antiga "Lei de Falências do Brasil" (Decreto-lei nº 7.661, de 21 de junho de 1945). Essa lei foi expressamente revogada pela atual Lei das Falências (Lei nº 11.101, de 9 de fevereiro de 2005), com vigência a partir de 9 de junho de 2005. Os procedimentos da lei antiga valem para processos de falência ou concordata ajuizados até 8 de junho daquele ano.
O instituto da concordata já não mais existe no direito brasileiro, tendo a atual Lei de Falências criado, em substituição, o instituto da recuperação judicial.

### Legitimidade ativa
Possuía legitimidade ativa exclusiva para requerer a concordata o devedor que seja comerciante, ou seja, são ilegítimos ativos o devedor civil e as sociedades civis.
No rol dos comerciantes devedores, englobam-se o comerciante singular, pessoa física, sob firma individual e comerciante coletivo, pessoa jurídica e sociedades comerciais, desde que preenchidos os pressupostos e requisitos elencados na lei. Assim, estes são legitimados ativos para requerer a falência.
Lembramos, aqui, que os legitimados passivos são apenas os credores quirografários, pois a concordata se prestava a regular às relações patrimoniais entre o devedor comerciante e estes credores.
Para se utilizar das concordatas, só o comerciante regular, de direito poderia se beneficiar. Ao contrário, a falência pode se aplicar também ao comerciante de fato. Vale salientar que, comerciante regular, de direito, é aquele registrado ou com os atos constitutivos arquivados na junta comercial.
Eram legitimados ativos: o inventariante, em se tratando de concordata de espólio; a diretoria, em se tratando de concordata de sociedade anônima ou em comanditas por ações; o sócio-gerente, nas sociedades de quotas de responsabilidade limitada; o comerciante individual e o liquidante, nas sociedades em liquidação. Não tem legitimidade as pessoas impedidas de comerciar e as empresas sujeitas ao processo de liquidação extrajudicial como: transportes aéreos, seguradoras, instituições financeiras em geral. Também não podem requerer à concordata as sociedades irregulares o de fato e as sociedades em conta de participação.

### Pressupostos da concordata
O pressuposto principal da concordata é ser o devedor comerciante. Além desse pressuposto de relevante importância, podemos destacar outro de ordem subjetiva e objetiva, provando que não possui nenhum impedimento elencado no artigo 140 da antiga Lei de Falências.
Sendo assim, eram pressupostos para o requerimento da concordata, de acordo com o artigo supracitado (conforme legislação brasileira vigente até 9 de junho de 2005):
1. o devedor deve ter arquivado, registrado ou inscrito no registro do comércio os documentos e livros indispensáveis ao exercício legal do comércio;
2. o devedor não deve ser condenado por crime falimentar, furto, roubo, apropriação indébita, estelionato e outras fraudes, concorrência desleal, falsidade, peculato, contrabando, crime contra o privilégio de invenção ou marcas de indústria e comércio e crime contra a economia popular;
3. o devedor não deve ter impetrado igual favor a menos de cinco anos e deve ter cumprido a concordata requerida a mais tempo;
4. o devedor deve ter requerido a autofalência no prazo de trinta dias do vencimento da obrigação líquida, sem relevante razão de direito.

Além desses, devia cumprir o devedor comerciante que requerer a concordata os requisitos do artigo 158 da antiga Lei de Falências, que são: 
- Exercer regularmente o comércio há mais de dois anos;
- Possuir ativo cujo valor corresponda a mais de cinquenta por cento do seu passivo quirografário; na apuração desse ativo, o valor dos bens que constituam objeto da garantia será computado tão-somente pelo que exercer da importância dos créditos garantidos;
- Não ser falido, ou se foi, estarem declarados extintas as suas responsabilidades;
- Não ter título protestado por falta de pagamento.

Quanto a essa última condição, a jurisprudência vem caminhando no sentido de se o título protestado for pago antes do pedido da concordata, não há mais a impontualidade, não devendo existir o protesto para impedir a concessão da concordata.
O motivo de tantos pressupostos e requisitos é evitar que a concordata seja usado por devedores fraudulentos e comerciantes aventureiros, visando impedir a utilização errônea da concordata frustrando os seus fins.

### Efeitos da concordata
As concordatas podiam oferecer três efeitos importantes a serem frisados: remissória, dilatório e misto.
A concordata era remissória, quando era requerida visando ao pagamento dos credores tendo em vista a relativa composição do percentual dos créditos a serem satisfeitos.
Era dilatória, quando o devedor faz a proposta de um prazo mais longo para saldar suas obrigações de forma integral aos débitos quirografários.
E tem efeito misto quando o devedor propõe um percentual para o pagamento de suas dívidas e uma dilação de prazo para o pagamento dos credores quirografários. Era o efeito mais comum das concordatas requeridas no foro diariamente.
Além disso, a concordata possibilitava ao devedor comerciante, ora concordatário, a livre administração dos seus bens, diferentemente da falência que lhe priva desta administração. Com isso, o concordatório pode continuar administrando pessoalmente o seu negócio.
Os efeitos da concordata só atingiam os credores quirografários, ou seja, os últimos da falência, aqueles credores sem privilégio algum na disputa das sobras. Os credores privilegiados não sofrem os efeitos da concordata.

## Espécies de concordata
A Lei da Falência, no seu artigo 139, definia bem as espécies de concordata ao versar:
"A concordata é preventiva ou suspensiva, conforme for pedida em juízo antes ou depois da declaração de falência.
Por isso, a legislação brasileira que tratava da concordata elencava duas espécies de concordata:
- Concordata preventiva: a concordata preventiva é requerida em busca de prevenir a decretação da falência do devedor comerciante e sendo concedida, impede a decretação da falência, ressalvada a hipótese de rescisão de concordata.
- Concordata suspensiva: a concordata é suspensiva quando concedida no decorrer do processo falimentar no escopo de suspender a falência e instalar o procedimento da concordata, com as vantagens e efeitos que proporciona ao comerciante um estado temporário de insolvência, afastando as consequências drásticas da falência.